# Le Grand Complet
Le Grand Complet de Martinvast (Manche) est une compétition équestre qui rassemble chaque année, sur 3 niveaux d'épreuves CIC */**/*** les meilleurs cavaliers mondiaux de concours complet d'équitation (CCE).

## Résultats

### 2008
- Résultats 2008 CCI***W (Coupe du Monde) :
  - 1er :  France, Cédric Lyard avec Jessy Mail
  - 2e :  Royaume-Uni, Pippa Funnell avec Ensign
  - 3e :  Royaume-Uni, Pippa Funnell avec Blue Horizon

- Résultats 2008 CIC** :
  - 1er :  Australie, Clayton Fredericks avec The Frog
  - 2e :  France, Stanislas De Zuchowicz avec MUTIN DU VALLON
  - 3e :  France, Raymond Neressian avec MILADY DE LA LOGE

- Résultats 2008 CIC* :
  - 1er :  Australie, Catherine Burrell avec URZAN
  - 2e :  France, Didier Willerfert avec NESSIE DE PREUILLY
  - 3e :  Australie, Lucinda Fredericks avec R LILLIBET